# Chiara Maria Gemma
Pour les articles homonymes, voir Gemma.
Chiara Maria Gemma, née le 20 septembre 1968 à Brindisi, est une femme politique italienne.
Membre du Mouvement 5 étoiles, elle siège au Parlement européen depuis 2019. 